# محمد مصطفى (سياسي)
محمد عبد الله محمد مصطفى "السفاريني" (أبو مصعب؛ 26 أغسطس 1954) سياسي واقتصادي ورجل دولة فلسطيني، وُلِدَ في قرية كفر صور في محافظة طولكرم، يشغل مُنذ 31 مارس 2024 منصب رئيس الوزراء الفلسطيني، وكان وزيرًا للخارجية بين مارس 2024 ويونيو 2025، وهو عضو مُستقل في اللجنة التنفيذية لمنظمة التحرير الفلسطينية ورئيس الدائرة الاقتصادية بالمنظمة، ومستشار الرئيس الفلسطيني للشؤون الاقتصادية، ورئيس مجلس إدارة صندوق الاستثمار الفلسطيني، وكان قد شغل منصب نائب رئيس الوزراء الفلسطيني للشؤون الاقتصادية في الحكومة الفلسطينية الخامسة عشرة عام 2013، وشغل ذات المنصب في الحكومة الفلسطينية السادسة عشرة عامي 2013 و2014، كما شغل منصب نائب رئيس الوزراء الفلسطيني ووزير الاقتصاد الوطني في الحكومة الفلسطينية السابعة عشرة (حكومة الوفاق الوطني) عام 2014 وحتى تقديمه استقالته منها عام 2015.

## نشأته وتحصيله العلمي
محمد عبد الله محمد مصطفى "السفاريني" وهو من قرية سفارين في محافظة طولكرم، وقد وُلِدَ بتاريخ 26 أغسطس 1954 في قرية كفر صور في محافظة طولكرم، حيث سفارين بلدة والده في حين كفر صور بلدة والدته.
كان مُحمد الابن الأوسط بين إخوته الذكور الثلاثة والخامس بين ستة أخوة وأخوات، وتُعد عائلته "السفاريني" من العائلات المعروفة والممتدة في كُلٍ من قرية سفارين ومدينة طولكرم، ويقع ديوان العائلة الرئيسي في الحي الجنوبي بمدينة طولكرم.
تلقى مُحمد تعليمه في مدارس محافظة طولكرم حتى عام 1969 عندما كان حينها في الخامسة عشرة من عمره، حيث انتقل برفقة عائلته إلى الكويت التي كان والده يعمل فيها منذ عام 1967، فأنهى مُحمد الثانوية العامة هناك.
التحق عام 1972 بجامعة بغداد حيث نال منها شهادة البكالوريوس في الهندسة الكهربائية والإلكترونية عام 1976، وفي عام 1983 التحق بجامعة جورج واشنطن في الولايات المتحدة الأمريكية والتي حصل منها عام 1985 على شهادة الماجستير في الإدارة، وواصل تعليمه في ذات العام 1985 بجامعة جورج واشنطن حيث حصل منها على شهادة الدكتوراه في إدارة الأعمال والاقتصاد عام 1988.

## حياته السياسية والاقتصادية
بعد تخرجه عام 1976 من جامعة بغداد عاد إلى الكويت وكان أول عمل له هو مهندسًا في إحدى المكاتب الاستشارية في الكويت، ثم عمل في شركة مقاولات كويتية إنجليزية مشتركة والتي تولى فيها مركز رئيس المهندسين، ليصبح وهو في الخامسة والعشرين من عمره مسؤولًا عن ثلاثين مهندسًا وحوالي ثلاثمئة موظفًا.
وبعد سبعِ سنواتٍ من العمل في الكويت فقد انتقل إلى الولايات المتحدة الأمريكية التي تابع دراساته العليا فيها، كما كان أستاذًا زائرًا في جامعة جورج واشنطن عام 1991.
منذ عام 1991 وحتى عام 2005 شغل العديد من المناصب العليا في البنك الدولي في واشنطن، حيث عمل في البنك في إدارة الصناعة والطاقة لمنطقة إفريقيا ثم في قسم أوروبا الشرقية ثم في إدارة البنية التحتية والخصخصة لمنطقة الشرق الأوسط، وساهم خلال هذه الفترة في تطوير العديد من شركات الاتصالات مثل شركتي أورانج وفاست لينك في الأردن وشركة الاتصالات السعودية، وشركات أخرى في مصر ولبنان وأفريقيا وبلغاريا وروسيا.
عمل مستشارًا للإصلاح الاقتصادي لدى حكومة الكويت، ومستشارًا لصندوق الاستثمارات العامة في السعودية.
في عام 1995 عاد إلى فلسطين بشكلٍ مؤقت عقب توقيع اتفاقية أوسلو، حيث أمضى عامًا ونصف في المساهمة بتأسيس قطاع الاتصالات في فلسطين، فكان رئيسًا تنفيذيًا مُؤسِسًا لشركة الاتصالات الفلسطينية "بالتل" بين عامي 1995 و1996، ثم عاد بعد ذلك للعمل في البنك الدولي في واشنطن.
في عام 2005 أقام بشكلٍ دائم في فلسطين بعد أن كلفه الرئيس الفلسطيني محمود عباس بمنصب مستشار الرئيس الفلسطيني للشؤون الاقتصادية في ديوان الرئاسة الفلسطينية اعتبارًا منذ 1 نوفمبر 2005.
في مطلع عام 2006 كلفه الرئيس الفلسطيني محمود عباس بمنصب الرئيس التنفيذي لصندوق الاستثمار الفلسطيني واستمر في هذا حتى عام 2013، ومنذ عام 2015 وحتى اليوم يشغل منصب رئيس مجلس إدارة صندوق الاستثمار الفلسطيني بتكليفٍ من الرئيس الفلسطيني محمود عباس.
شغل منصب نائب رئيس الوزراء الفلسطيني للشؤون الاقتصادية في الحكومة الفلسطينية الخامسة عشرة منذ 6 يونيو 2013 وحتى 19 سبتمبر 2013، وشغل ذات المنصب في الحكومة الفلسطينية السادسة عشرة منذ 19 سبتمبر 2013 وحتى 2 يونيو 2014، ثم شغل منصب نائب رئيس الوزراء الفلسطيني ووزير الاقتصاد الوطني الفلسطيني في الحكومة الفلسطينية السابعة عشرة (حكومة الوفاق الوطني الفلسطيني) منذ 2 يونيو 2014 وحتى تقديمه استقالته منها في 31 مارس 2015.
وفي أكتوبر 2014 كان رئيسًا للجنة إعادة إعمار قطاع غزة في مؤتمر المانحين في القاهرة بهدف إعادة إعمار القطاع عقب حرب عام 2014.
اختير عضوًا في المجلس المركزي الفلسطيني منذ دوراتٍ عديدة للمجلس، وأصبح في فبراير 2022 عضوًا في اللجنة التنفيذية لمنظمة التحرير الفلسطينية ورئيسًا للدائرة الاقتصادية في منظمة التحرير الفلسطينية، بعد عقد المجلس المركزي الفلسطيني دورته الحادية والثلاثون في مقر الرئاسة الفلسطينية بمدينة البيرة.
في 11 يناير 2023 عينه الرئيس الفلسطيني محمود عباس بمنصب محافظ دولة فلسطين لدى الصندوق العربي للإنماء الاقتصادي والاجتماعي بدولة الكويت، واستمر في ذلك حتى يناير 2024 حيث تولى منصب محافظ دولة فلسطين لدى صندوق النقد العربي.
كان محمد مصطفى قد قاد جهود صندوق الاستثمار الفلسطيني بتأسيس عدة شركات فلسطينية كبرى من أبرزها إطلاق شركة الاتصالات الفلسطينية (بالتل) عام 1996، وشركة الوطنية موبايل (أوريدو فلسطين) عام 2008، وشركة مجموعة عمار للاستثمار العقاري والسياحي عام 2009، وصندوق رسملة للأسهم الفلسطينية عام 2011، وشركة الإجارة الفلسطينية للتمويل الإسلامي عام 2013، وشركة أسواق لإدارة الأصول عام 2014، وشركة مصادر لتطوير الموارد الطبيعية ومشاريع البنية التحتية عام 2015، وشركة عمار القدس عام 2018، وشركة فلسطين لتوليد الطاقة، ووشركة سند للموارد الإنشائية، وغيرها.
وهو عضو في عدة مؤسسات دولية ومحلية من أبرزها منتدى دافوس الاقتصادي العالمي، ومجلس أمناء مؤسسة الدراسات الفلسطينية، ومجلس أمناء مؤسسة ياسر عرفات، وغيرها العديد.

### رئاسته الحكومة الفلسطينية
في 14 مارس 2024 كلفه الرئيس الفلسطيني محمود عباس بتشكيل الحكومة الفلسطينية التاسعة عشر "حكومة تكنوقراط"، وفي 28 مارس 2024 عرض تشكيلة حكومته على الرئيس الفلسطيني عباس والذي بموجبه أقرها في ذات اليوم، وأدى اليمين الدستورية رئيسًا للوزراء أمام الرئيس عباس في 31 مارس 2024.
عدل الرئيس الفلسطيني محمود عباس مرسوم إنشاء الوكالة الفلسطينية للتعاون الدولي رقم (9) لسنة 2016 في 11 يونيو 2024، مضيفًا مجلس إدارة للوكالة. لاحقًا أصدر القرار رقم (51) لسنة 2024 وعين محمد مصطفى رئيسًا للمجلس ابتداءً من 23 يونيو 2024.
في 7 نوفمبر 2024، عينه الرئيس عباس بصفته رئيسًا للوزراء نائبًا لرئيس اللجنة العليا للقدس التي شُكلت في 28 أكتوبر 2019.
في 23 يونيو 2025، وافق الرئيس عباس على تعديل حكومة محمد مصطفى، وصارت فارسين أغابكيان وزيرًا للخارجية وشؤون المغتربين بدلًا من محمد مصطفى.

## حياته الشخصية
متزوج منذ عام 1980 من "آمال القاق"، وله منها ولدان وهما: مُصعب ويزن.